# Jérôme Deschamps
Pour les articles homonymes, voir Deschamps.
Jérôme Deschamps, né à Neuilly-sur-Seine le 5 octobre 1947, est un comédien, metteur en scène, et auteur de théâtre ainsi qu'un réalisateur de cinéma français dont la notoriété est liée notamment à la troupe de la Famille Deschiens fondée avec sa compagne Macha Makeïeff en 1978.
En 2003, il est nommé directeur artistique du Théâtre national de Nîmes et quitte cette fonction pour devenir directeur du Théâtre national de l'Opéra-Comique du 27 juin 2007 à juin 2015.

## Biographie
Jérôme Deschamps, dont la famille est originaire du département de l'Yonne, est le neveu d'Hubert Deschamps et le petit-cousin par alliance de Jacques Tati,,.
Il a fait ses études au lycée Louis-le-Grand où il rencontre Patrice Chéreau et Jean-Pierre Vincent avec qui il fait ses débuts, avant de s'orienter vers le théâtre professionnel en étudiant au Centre de la rue Blanche puis au Conservatoire national supérieur d'art dramatique à Paris. Il entre à la Comédie-Française sous l'administration de Pierre Dux où Antoine Vitez le dirige dans Partage de midi de Paul Claudel. Il quitte ensuite l'institution puis monte son premier spectacle en 1977.
En 1979, il crée une pièce Les Deschiens à la suite d'une commande d'Antoine Vitez pour le printemps d'Ivry.
Jérôme Deschamps travaille en collaboration avec Macha Makeieff depuis 1978 ; ils sont partenaires à la scène comme à la ville.
Le théâtre de Jérôme Deschamps et Macha Makeieff est un assemblage d'écriture, de travail cinématographique plan à plan, combinant les représentations graphiques et sonores du monde, formant un montage, et dont les acteurs gardent leurs particularités intrinsèques, petits défauts et maladresses de la vie quotidienne ce qui a la particularité de rendre chaque couple personnage-acteur irremplaçable et non-interchangeable. Jérôme Deschamps a également travaillé avec Jacques Tati en 1979 pour le spectacle Les Oubliettes. La compagnie Les Deschiens deviendra en 1993 une série télévisée diffusée sur Canal+.
Après avoir été nommé, conjointement avec Macha Makeieff, directeur artistique du théâtre de Nîmes en mars 2003, Jérôme Deschamps est nommé directeur du Théâtre national de l'Opéra-Comique le 27 juin 2007, jusqu'à la fin de la saison 2014/2015.
C'est sous son parrainage qu'a eu lieu en 2008 la 6e édition du Festival du court-métrage de Saint Maur.

### Vie privée
Jérôme Deschamps est marié avec Macha Makeïeff. Ensemble ils ont quatre enfants : Juliette Deschamps (metteuse en scène né en 1977), Arthur Deschamps (metteur en scène né en 1985), Louise Deschamps (comédienne) et Félix Deschamps Mak (peintre et décorateur né en 1996).

## Théâtre

### Comédien
- 1972 : Le Château de Franz Kafka, mise en scène Daniel Mesguich, Conservatoire national supérieur d'art dramatique
- 1970 : Le Bonnet du Fou de Pirandello et Les Sincères de Marivaux, mise en scène J.P.Grenier. Centre de la Rue Blanche
- 1973 : Mère Courage de Bertolt Brecht, mise en scène Antoine Vitez, Théâtre des Amandiers, Théâtre des Quartiers d'Ivry
- 1973 : m = M de Xavier Pommeret, mise en scène Antoine Vitez, Festival d'Avignon, Théâtre des Quartiers d'Ivry
- 1974 : Ondine de Jean Giraudoux, mise en scène Raymond Rouleau, Comédie-Française
- 1974 : La Nostalgie, Camarade de François Billetdoux, mise en scène Jean-Paul Roussillon, Comédie-Française au Théâtre de l'Odéon
- 1974 : L'Impromptu de Marigny de Jean Poiret, mise en scène Jacques Charon, Comédie-Française
- 1975 : Le Misanthrope de Molière, mise en scène Jean-Luc Boutté et Catherine Hiegel, Comédie-Française, tournée
- 1975 : Partage de midi de Paul Claudel, mise en scène Antoine Vitez, Comédie-Française
- 1976 : Maître Puntila et son valet Matti de Bertolt Brecht, mise en scène Guy Rétoré, Comédie-Française au Théâtre Marigny
- 1976 : Cyrano de Bergerac de Edmond Rostand, mise en scène Jean-Paul Roussillon, Comédie-Française
- 1977 : Baboulifiche et Papavoine de Jérôme Deschamps et Jean-Claude Durand
- 1977 : Iphigénie-Hôtel de Michel Vinaver, mise en scène Antoine Vitez, Théâtre des Quartiers d'Ivry
- 1979 : La Famille Deschiens
- 1979 : Les Oubliettes
- 1980 : La Petite Chemise de nuit
- 1980 : Les Précipitations
- 1981 : En avant
- 1982 : Les Blouses
- 1984 : La Veillée
- 1985 : C'est dimanche
- 1997 : Les Précieuses ridicules de Molière, rôle de Gorgibus
- 2006 : La Méchante Vie d'Henri Monnier
- 2007 : L'Affaire de la rue de Lourcine d'Eugène Labiche
- 2011 : Courteline en dentelles Pièces courtes de Georges Courteline, Théâtre des Bouffes du Nord, tournée
- 2015 : Bettencourt Boulevard, mise en scène de Christian Schiaretti au TNP de Villeurbanne .
- 2017 : Bouvard et Pécuchet de Gustave Flaubert, au Théâtre de la Ville, Espace Cardin
- 2022 : Le Bourgeois gentilhomme de Molière, au Grand théâtre, Bordeaux.
- 2022 - 2023 : L'Avare de Molière, TNP Villeurbanne, Théâtre de la Ville, fêtes nocturnes du Château de Grignan

### Metteur en scène
- 1977 : Blanche Alicata
- 1979 : La Famille Deschiens et Les Oubliettes
- 1980 : Les Précipitations
- 1981 : En avant, mise en scène avec Macha Makeieff
- 1982 : Les Blouses de Jérôme Deschamps, mise en scène avec Macha Makeieff, Théâtre national de Strasbourg
- 1984 : La Veillée, Festival d'Avignon
- 1987 : Les Petits Pas, Festival d'Avignon
- 1987 : C'est dimanche, Théâtre Nanterre-Amandiers
- 1989 : Lapin chasseur, Théâtre national de Chaillot, Grande halle de la Villette
- 1990 : Les Frères Zénith, Théâtre municipal de Sète, Théâtre national de Chaillot
- 1992 : Les Pieds dans l'eau, Théâtre de Nîmes, Grande halle de la Villette
- 1993 : Les Brigands de Jacques Offenbach, Opéra Bastille
- 1994 : C'est Magnifique, Théâtre de Nîmes, Théâtre du Chatelet
- 1996 : Le Défilé
- 1997 : Les Précieuses ridicules de Molière, mise en scène avec Macha Makeieff, Théâtre national de Bretagne, Odéon-Théâtre de l'Europe
- 1999 : Les Pensionnaires de Jérôme Deschamps, mise en scène avec Macha Makeieff
- 2001 : La Cour des grands de Jérôme Deschamps et Macha Makeieff, mise en scène avec Macha Makeieff, Théâtre national de Chaillot
- 2003 : Les Étourdis de Jérôme Deschamps et Macha Makeieff, mise en scène avec Macha Makeieff, Théâtre national de Chaillot
- 2006 : La Méchante Vie d'Henri Monnier, mise en scène avec Macha Makeieff, Théâtre national de Chaillot
- 2007 : L'Affaire de la rue de Lourcine d'Eugène Labiche, mise en scène avec Macha Makeieff, Odéon-Théâtre de l'Europe
- 2007 : L’Étoile opéra-bouffe d'Emmanuel Chabrier, mise en scène avec Macha Makeieff, direction musicale Sir John Eliot Gardiner, Opéra-Comique
- 2008 : Zampa (ou la fiancée de marbre) opéra comique de Ferdinand Herold, mise en scène avec Macha Makeieff, direction musicale William Christie, Opéra-Comique
- 2008 : Salle des fêtes de Jérôme Deschamps et Macha Makeieff, mise en scène avec Macha Makeieff, Théâtre de Nîmes
- 2009 : Fra Diavolo opéra comique de Daniel-François-Esprit Auber, direction musicale Jérémie Rhorer, Opéra-Comique
- 2010 : Un fil à la patte de Georges Feydeau, Comédie-Française
- 2011 : Courteline en dentelles Pièces courtes de Georges Courteline, Théâtre des Bouffes du Nord
- 2013:  Les Mousquetaires au couvent (opérette) de Louis Varney, Opéra de Lausanne
- 2017 : Bouvard et Pécuchet de Gustave Flaubert, au Théâtre de la Ville, Espace Cardin
- 2022 : Le Bourgeois gentilhomme de Molière, au Grand théâtre, Bordeaux.
- 2022 - 2023 : L'Avare de Molière au théâtre de la Ville et TNP Villeurbanne

## Filmographie

### Acteur

#### Cinéma
- 1973 : Les Aventures de Rabbi Jacob de Gérard Oury : un ami d'Alexandre
- 1974 : Un amour de pluie de Jean-Claude Brialy : apparition non créditée
- 1987 : Un homme amoureux de Diane Kurys : l'acteur à la veillée
- 1993 : Les Pieds sous la table (court métrage) de Marc-Henri Dufresne et François Morel : Lucien
- 1994 : La Séparation de Christian Vincent : Victor
- 1996 : Ligne de vie de Pavel Lounguine : apparition
- 1998 : Je suis vivante et je vous aime de Roger Kahane : Julien
- 2003 : Les Filles, personne s'en méfie de Charlotte Silvera : le réalisateur
- 2009 : La Véritable histoire du Chat Botté de Pascal Hérold, Macha Makeïeff et lui-même : le chat botté / le meunier / le paysan (voix)
- 2009 : Divorces de Valérie Guignabodet : le réceptionniste
- 2010 : La Tête en friche de Jean Becker : le maire
- 2017 : Numéro Une de Tonie Marshall : le PDG de Theorès
- 2019 : Je ne rêve que de vous de Laurent Heynemann : Georges Mandel
- 2021 : Une jeune fille qui va bien de Sandrine Kiberlain : le médecin

#### Télévision
- 1975 : Ondine (téléfilm) de Raymond Rouleau : Alouin
- 1977 : Partage de midi (téléfilm) de Jacques Audoir : De Ciz
- 1978 : Sam et Sally (série télévisée) de Nicolas Ribowski, saison 1, épisode 5 Lili : Hubert Caro
- 1981 : Caméra une première (série télévisée), épisode Eole Epifanio d'Antoine Gallien : le commentateur
- 1985 : Tam-tam (téléfilm) de Macha Makeïeff, Guy Girard et lui-même
- 1993 : Maigret (série télévisée), saison 2, épisode 3 Maigret et les caves du Majestic de Claude Goretta : Prosper
- 2013 : Ciboulette (téléfilm) de François Roussillon : le directeur du théâtre
- 2020 : La Garçonne (mini-série télévisée) de Paolo Barzman : Docteur Paul
- 2022 : Constance aux enfers (téléfilm) de Gaël Morel : Lorelle
- 2023 : Adieu vinyle (téléfilm) de Josée Dayan : Antoine Méliot
- 2024 : Capitaine Marleau, épisode À contre-courant de Josée Dayan : Charles Le Tallec

### Réalisateur
- 1985 : Tam-tam, coréalisé avec Macha Makeïeff et Guy Girard
- 1987 : C'est dimanche, coréalisé avec Macha Makeïeff
- 1993 : Les Brigands, coréalisé avec Don Kent
- 1993 : C’est magnifique, coréalisé avec Don Kent
- 1993 : Les Frères Zénith, coréalisé avec Don Kent
- 1989 : Lapin chasseur, coréalisé avec Don Kent
- 2009 : La Véritable Histoire du chat botté, coréalisé avec Macha Makeïeff et Pascal Hérold

## Distinctions

### Décoration
- Chevalier de la Légion d'honneur (2009)[10]
- Officier de l'ordre national du Mérite (2014)[11]

### Récompenses
- Prix du syndicat de la critique 1981 : Prix de la révélation théâtrale de l'année pour La Petite Chemise de nuit
- Molières 1988 : Molière du spectacle musical pour Les Petits Pas
- Molières 1990 : Molière du meilleur spectacle comique pour Lapin chasseur
- 1992 : prix de l’Académie française pour le jeune théâtre
- 1992 : Grand prix national du théâtre
- Molières 1993 : Molière du meilleur spectacle comique pour Les Pieds dans l'eau
- Molières 1996 : Molière du meilleur spectacle comique pour C'est magnifique
- Molières 2011 : Molière du théâtre public pour Un fil à la patte